# ジェレマイア・リッチ

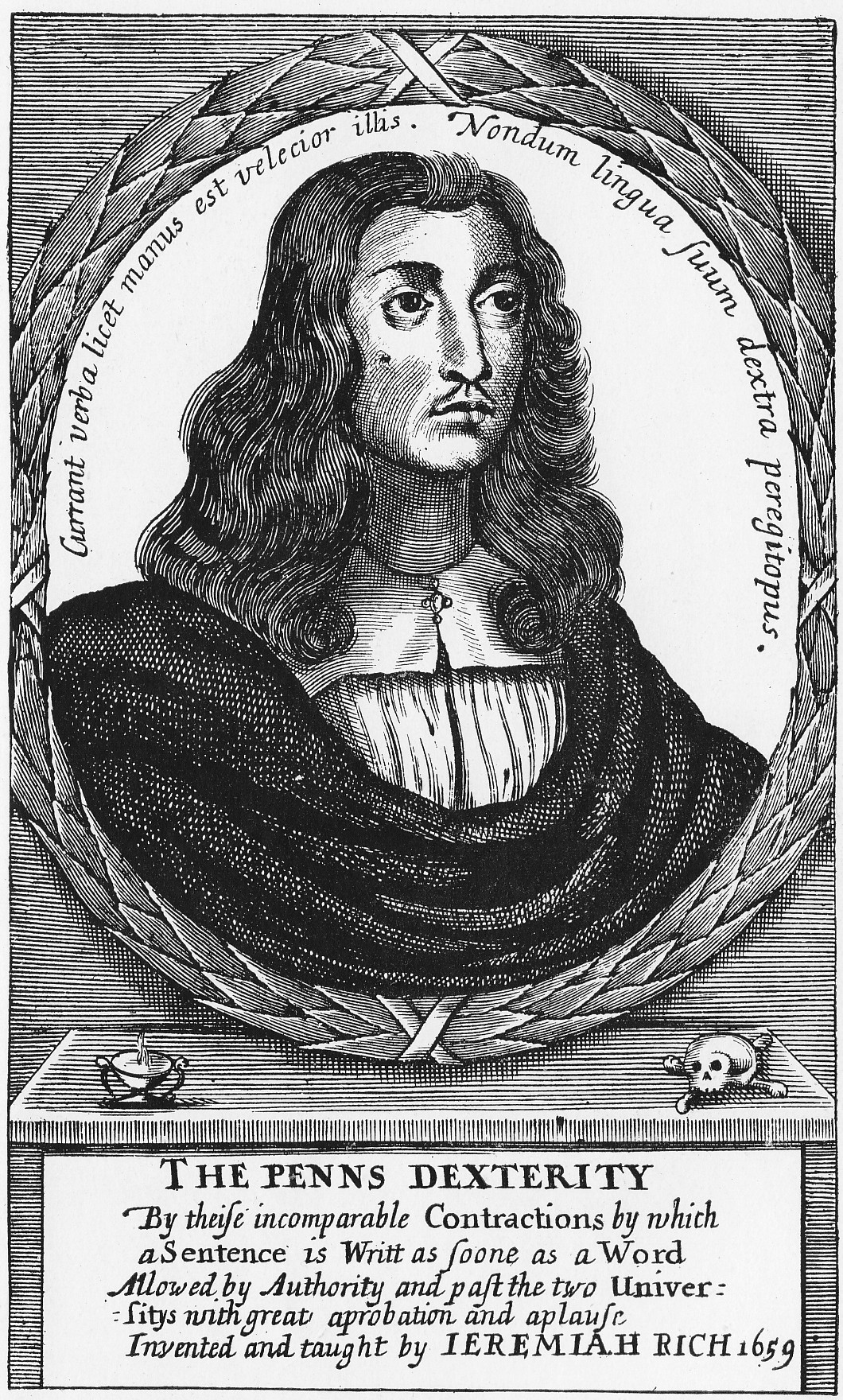
ジェレマイア・リッチ

ジェレマイア・リッチ (英語:Jeremiah Rich、? - 1660年?) はイングランドの速記者。先駆的な速記法を発表した。

## 生涯
叔父であるウィリアム・カートライトから速記を教わり、その実践者となった。1646年にはサザークのセント・オリーブ教区で助産師をしているミリス・ウィリアムズと共に住んでおり、1659年にはロンドンのスウィジンズ・レーンに住んでいた。翌年の1660年ごろに亡くなったとされるが、詳細は不明である。

## 活動
最初の著作として、『セモグラフィ（Semography, Short and Swift Writing）』を出版した。この中で、『これまでに存在した他のすべての方法の中で、最も簡単で、正確で、迅速な方法である。これは、これまでに存在したすべての方法の中で、最も簡単で正確かつ迅速な方法である...』と述べている。しかし、この本書の著者であるウィリアム・カートライトが他人のために発明し、作曲したものであり、故人である著者の直系の甥であるイエレミヤ・リッチがロンドンで1642年に発表している。リッチは、自分がこのシステムの発明者であるとは主張していない。しかし、リッチが1646年にロンドンで出版された「Charactery, or a most easie and exact method of short and swift writing」という本では叔父のカートライトについて言及されていない。他にも、1654年に出版された『Semigraphy or Arts Rarity』（ロンドン）、1659年に出版された『The Penns Dexterity』（ロンドン）、1660年以前に出版された『The World's Rarity』（ロンドン）で、自分がこのシステムの唯一の著者であり発明者であると主張している。カートライトが、リッチの名を冠したシステムの最初の発明者であることは、速記法の歴史家であるフィリップ・ギブスが見落としていたため、見落とされていた。カートライトが最初の発明者であることが認められるようになったのは、1880年にエドワード・ポックネルがアテナイオン誌に投稿した通信がきっかけである。リッチの死後に出版されたカートライト・リッチ方式の初版には、次のようなタイトルが付けられていた。The Pens Dexterity Compleated, or Mr. Riches Short-hand now perfect taught, which is never done by making publicque in print, because it would have hindred his Practice, London, 1669. この著作の第6版は1713年に、第15版は1750年に、第19版は1775年に、第20版は1792年にリーズで出版されている。リッチの編集者や「改良者」には、ウィリアム・アディ、サミュエル・ボトリー、ナサニエル・ストリンガー、フィリップ・ドドリッジなどがいた。ジョン・ロックもリッチの速記法を賞賛していたが、この速記法は広く普及した。1659年には、速記法で書かれた詩篇集が出版され、同年には新約聖書も出版されたが、そこには多くのパトロンの名前が記されていた。2011年10月、BBCの「アンティーク・ロードショー」でリッチのミニチュア・バイブルが紹介されたが、その価格は1,000ポンドから1,500ポンドであった。